# Suzanne Cappe
Suzanne Cappe est une jeune fille britannique du XVIIIe siècle qui a été prise en exemple par Myriam Yardeni pour illustrer d'une part la volonté de l'État français de ne pas abandonner ses droits sur les huguenots (ou leurs descendants) qui avaient choisi l'exil à la suite de la révocation de l'édit de Nantes en 1685, d'autre part les difficultés que cela entraînait en matière de circulations pour ces populations.

Suzanne Cappe est née en 1720 à Londres d'un père huguenot exilé naturalisé anglais et d'une mère anglaise. En 1733, à treize ans, alors que leur père vient de mourir, elle est envoyée vivre avec un de ses frères à Dieppe chez sa grand-mère paternelle. Outre l'allègement de la charge matérielle et financière que représente l'éducation de ces deux enfants (les six autres enfants que le couple Cappe a eu restent auprès de leur mère), on peut supposer que la mère de Suzanne cherche à assurer à sa descendance l'héritage de la famille paternelle de la jeune fille. Cependant, au bout de quatre années, en 1737, Suzanne est arrêtée et enfermée dans un couvent de la ville. En effet, le père de Suzanne reste, selon les autorités françaises, sujet du roi de France, qui ne reconnait pas sa naturalisation anglaise : 

« Le Roi ne perd point ses sujets en quelque lieu le hazard ou la volonté les conduise [...]. Le Roy peut les priver de cette qualité et des prérogatives qui lui sont attachées, mais le sujet ne peut par son propre fait éteindre le droit que la Souverain a sur luy. [...] Cappe  s'est établi en Angleterre, toujours sujet du Roy, parce qu'il ne peut cesser de l'estre par son fait ; les Enfans suivent la condition de leur Père ; Suzanne Cappe sa fille est du nombre des Sujets du Roy. »

On voit ici que, malgré le déploiement par la famille d'un argumentaire juridique consistant, Suzanne Cappe est considérée comme sujet du roi. Les principes absolutistes sont strictement appliqués, aucun privilège de conscience n'étant reconnu aux sujets du roi de France. Ce dernier est seul à pouvoir décider de leur appartenance ou de leur soustraction au nombre de ses sujets. Comme le souligne Myriam Yardeni, « on comprend bien que ces conditions n'attirent pas particulièrement la deuxième ou troisième génération des "réfugiés" nés et élevés dans un climat spirituel entièrement différent de celui que leurs parents et leurs ancêtres ont laissé derrière eux ». Les ambiguïtés dans la définition de l'identité nationale des réfugiés huguenots demeura ainsi quelques décennies encore après l'édit de Fontainebleau de 1685.